# Buddy Wells
Buddy Wells (* 24. Oktober 1972) ist ein südafrikanischer Jazzmusiker (Sopran- und Tenorsaxophon, auch Flöte, Komposition).

## Karriere
Wells ist seit beinahe 25 Jahren als Jazzmusiker aktiv. Er wurde zunächst mit der Gruppe Breakfast Included um die beiden Sänger Nomfundo Xaluva und Haydn Gardner bekannt, die 1999 gegründet wurde und zwei Alben veröffentlichte. Seit 2013 leitet er sein eigenes Quintett, das von Kapstadt aus operiert und dem der Posaunist Steven Sokuyeka, der Gitarrist Keenan Ahrends, Bassist Nick Williams und Schlagzeuger Jonno Sweetman angehören.
Weiterhin arbeitete er im Reza Khota Quartet, Offshore Jazz Quartet, Tucan Tucan, The Frank Paco Art Ensemble, John Hassan's Hassan'adas und im Adamu Trio. Mit dem norwegischen Pianisten Andreas Loven tritt er im Duo auf und in dessen Quartett, das auf dem Album District Six dokumentiert ist. Im Übrigen spielte er mit Judith Sephuma, Moses Taiwa Molelekwa, Manu Dibango, Miriam Makeba, Bheki Mseleku, Louis Moholo, Carlo Mombelli, Victor Ntoni oder Tete Mbambisa. Ferner ist er auf Aufnahmen von Winston Mankunku, Kyle Shepherd, Bokani Dyer, Feya Faku, Shane Cooper, Oliver Mtukudzi, Jimmy Dludlu, Musa Manzini, Marcus Wyatt, Melanie Scholtz, Jack van Poll, Sibusiso Mashiloane und Asher Gamedze (Dialectic Soul, 2022 und Turbulence and Pulse, 2023) zu hören.
Zwischen 2000 und 2016 trat er jährlich auf dem Cape Town International Jazz Festival auf. Auch konzertierte er regelmäßig beim National Arts Festival in Grahamstown/Makhanda und dem Festival Joy of Jazz in Johannesburg. Mehrfach gastierte er beim North Sea Jazz Festival, aber auch auf Festivals in Skandinavien und Frankreich. Mit Asher Gamedze gastierte er 2022 auf dem Jazzfest Berlin.